# Espécie vulnerável
Uma espécie é considerada vulnerável pela IUCN como provável em se tornar em perigo a menos que suas condições de ameaça diminuam. Há cerca de 5 196 animais e 6 789 plantas consideradas vulneráveis atualmente.
Vulnerabilidade é causada principalmente pela perda de habitat ou destruição. Espécies vulneráveis são monitoradas e são consideradas ameaçadas. Entretanto, algumas espécies vulneráveis são abundantes em cativeiro, como por exemplo dendrobates azureus.

## Critérios
De acordo com a IUCN, são usados muitos critérios para considerar uma espécie como vulnerável.
Um táxon é vulnerável quando não está criticamente em perigo ou em perigo mas enfrenta um grave risco de extinção em estado selvagem a médio prazo, como definido pelos seguintes critérios (A a E):
A) Redução da população na seguinte forma:
1. em observada, estimada, inferida ou suspeita redução de pelo menos 20%  nos últimos 10 anos ou três gerações, baseado no seguinte:
  1. observação direta;
  2. um índice de abundância apropriado para o táxon;
  3. um declínio na área de ocorrência, extensão da ocorrência e/ou qualidade do habitat;
  4. níveis reais ou potenciais de exploração;
  5. efeitos de espécies introduzidas, hibridização, patógenos, poluentes, competidores ou parasitas.
2. uma redução de pelo menos 20%, projetada ou suspeita para ocorrer nos próximos 10 anos ou três gerações, baseado em (b), (c), (d) ou (e) acima.

B) Ocorrência atual estimada em menos de 20 000 km² ou área de ocorrência estimada para menos de 2 000 km², e estimativas indicando qualquer um dos dois seguintes fatos:
1. severamente fragmentado ou existência em não mais do que dez localidades;
2. declínio contínuo, inferido, observado ou projetado, ou qualquer um dos:
  1. extensão da ocorrência;
  2. área;
  3. área, extensão ou/e qualidade do habitat.
  4. número de locais ou subpopulações;
  5. número de indivíduos adultos.
3. flutuações extremas em qualquer um dos:
  1. extensão da ocorrência;
  2. área de ocupação;
  3. número de locais ou subpopulações;
  4. número de indivíduos adultos.

C) População estimada em menos de 10 000 indivíduos adultos ou:
1. um declínio contínuo de pelo menos 10% dentro de 10 anos ou três gerações, futuramente ou;
2. um contínuo declínio, observado, projetado ou inferido, em número de indivíduos maduros e estrutura populacional na forma de:
  1. severamente fragmentado (i.e. nenhuma subpopulação estimada contém mais do que 1000 indivíduos adultos);
  2. todos os indivíduos em uma única subpopulação.

D) População muito pequena ou restrita na seguinte forma:
1. população estimada em menos de 1 000 indivíduos maduros;
2. população é caracterizada por uma restrição aguda em sua área de ocorrência (tipicamente menos de 100 km²) ou o número de localidades (tipicamente, menos que cinco); tal táxon pode ser susceptível ao efeito de atividades humanas (ou eventos estocásticos cujo impacto é maior com a somatória de atividades humanas) dentro de um curto período de tempo e portanto, é capaz de se tornar criticamente em perigo ou até mesmo extinto em curto prazo.

E) Análises quantitativas mostrando a probabilidade de extinção em liberdade em pelo menos 10% para os próximos 100 anos.